# Norwegischer Fußballpokal der Männer 1912
Der norwegische Fußballpokal 1912 (kurz auch NM-Cup 1912 genannt) war die elfte Austragung des Fußballpokalwettbewerbs der Männer. Pokalsieger wurde SFK Mercantile Oslo. Das Team setzte sich im Finale gegen Fram Larvik durch.

## 1. Runde
| Datum      |                    | Ergebnis |                     |
| ---------- | ------------------ | -------- | ------------------- |
| 29.09.1912 | NTHI               | 0:6      | SFK Mercantile Oslo |
|            | Start Kristiansand | 2:9      | Fram Larvik         |
|            | Sarpsborg FK       | 1:0      | Hamar IL            |
|            | Stavanger IF       | 4:1      | SBK Drafn           |

## Halbfinale
| Datum      |                     | Ergebnis |              |
| ---------- | ------------------- | -------- | ------------ |
| 30.09.1912 | SFK Mercantile Oslo | 2:0      | Sarpsborg FK |
| 06.10.1912 | Stavanger IF        | 2:4      | Fram Larvik  |

## Finale
| SFK Mercantile Oslo                                    | SFK Mercantile Oslo | Fram Larvik | Fram Larvik |
| ------------------------------------------------------ | --- | --- | ----------- |
| SFK Mercantile Oslo                                    | \| Finale \| \| 20. Oktober 1912 in Kristiania (Gamle-Frogner-Stadion) \| \| Ergebnis: 6:0 (?:0) \| \| Zuschauer: 2.000 \| \| Schiedsrichter: Trygve Lund \| \| Spielbericht \|                                                                                      | \| Finale \| \| 20. Oktober 1912 in Kristiania (Gamle-Frogner-Stadion) \| \| Ergebnis: 6:0 (?:0) \| \| Zuschauer: 2.000 \| \| Schiedsrichter: Trygve Lund \| \| Spielbericht \|       | Fram Larvik |
| SFK Mercantile Oslo                                    | Sverre Lie – Macken Widerøe Aas, Einar Friis Baastad – H. Fredrik Holmsen, Harald Johansen, Carl Frølich Hansen – Rolf Aass, Sigurd Brekke, Hans Endrerud, Kaare Engebretsen, Eystein Holmsen                                                                        | Einar Jensen – Fritz Christophersen, Alf M. Andersen – Alfred Hansen, Peder Henriksen, Henry Jonassen – Carl Christophersen, Olaf Ruud, Johan Hallberg, Thormod Kjeldsen, Ingebretsen | Fram Larvik |
| SFK Mercantile Oslo                                    | 1:0 ? 2:0 ? 3:0 ? 4:0 ? 5:0 ? 6:0 ? | | Fram Larvik |
| SFK Mercantile Oslo                                    | Zuvor hatte Fram Larvik das Endspiel am 13. Oktober 1912 mit 2:1 gewonnen. Da Fram mit dem Spieler Otto Christiansen einen Spieler eingesetzt hatte, der in dieser Saison auch schon für einen Trondheimer Verein gespielt hatte, wurde die Begegnung neu angesetzt. | | Fram Larvik |
| Finale                                                 | | |             |
| 20. Oktober 1912 in Kristiania (Gamle-Frogner-Stadion) | | |             |
| Ergebnis: 6:0 (?:0)                                    | | |             |
| Zuschauer: 2.000                                       | | |             |
| Schiedsrichter: Trygve Lund                            | | |             |
| Spielbericht                                           | | |             |